# MG 18/80
MG 18/80 är en personbil, tillverkad av den brittiska biltillverkaren MG mellan 1928 och 1933.

## 18/80 Mk I
MG:s första sexcylindriga bil visades på bilsalongen i London 1928 och de första exemplaren levererades till kund året därpå. Chassit var en egen konstruktion, men bilen innehöll fortfarande många Morris-delar. Motorn, som var försedd med överliggande kamaxel, kom från Morris Light Six, men hade ett modifierat cylinderhuvud och dubbla förgasare. Mk I-modellen, med treväxlad växellåda, tillverkades parallellt med Mk II fram till mitten av 1931.

## 18/80 Mk II
1930 kom Mk II-versionen, med ett kraftigare och bredare chassi, förbättrade bromsar och fyrväxlad växellåda. Modellen tillverkades fram till 1933 och fick ingen efterträdare.

## 18/100 Mk III Tigress
1930 byggdes fem exemplar av tävlingsversionen Tigress. Motorn hade fått torrsumpsmörjning och dubbeltändning.

## Motor[1]
| Modell  | Motor               | Cylindervolym | Effekt | Bränslesystem       |
| ------- | ------------------- | ------------- | ------ | ------------------- |
| Mk I/II | 6-cyl radmotor SOHC | 2468 cm³      | 60 hk  | Dubbla SU förgasare |
| Mk III  | 6-cyl radmotor SOHC | 2468 cm³      | 80 hk  | Dubbla SU förgasare |

## Tillverkning[1]
| Modell | Antal |
| ------ | ----- |
| Mk I   | 501   |
| Mk II  | 235   |
| Mk III | 5     |